# Middletown (Tranvía de San Diego)
Middletown es una estación del Trolley de San Diego localizada en el centro de San Diego, California funciona con la línea Azul y el Servicio de Eventos Especiales. La estación de la que procede a esta estación es Calle Washington y la estación siguiente es County Center/Little Italy.

## Zona
La estación se encuentra localizada cerca del Aeropuerto Internacional de San Diego y la Interestatal 5 entre la Calle Palm y Kettner Boulevard.

## Conexiones
La estación no cuenta con conexiones directas, sin embargo se encuentran varias rutas muy cerca de la estación.